# Escuela de Artes de Seúl
La Escuela de Artes de Seúl (서울예술고등학교) es una escuela privada que se localiza en Pyeongchang-dong, Jongno-gu, Seúl.

## Historia
La escuela tiene una rica historia que se remonta al 21 de marzo de 1953, cuando fue fundada como Escuela Secundaria de Artes Ewha por la Fundación de la Escuela Yooha. Esta fundación, que más tarde adoptó el nombre de Fundación de la Escuela Ewha y opera también la Escuela Secundaria de Niñas Ewha y otras escuelas satélite, tuvo un papel fundamental en su establecimiento. Inicialmente, la institución fue subsidiada por el gobierno, pero en el año académico 2003-2004, recibió un estatus autónomo, pasando a ser privada. Durante ese mismo año, se llevó a cabo un cambio en el nombre para reflejar su género mixto. Desde entonces, ha continuado prosperando como una institución educativa de renombre.
La escuela realizó una exposición especial en 2013 para celebrar su 50 aniversario.
El director titular, Geum Nan-se, fue designado en 2014 y es el octavo director de la escuela.

## Académica
A lo largo de los años, la Escuela de Artes de Seúl ha forjado una sólida reputación como una de las mejores instituciones educativas del país, destacándose no solo por sus excepcionales programas de arte, sino también por los destacados resultados obtenidos por sus estudiantes en los exámenes de ingreso a la universidad (SAT). El departamento de música, en particular, ha destacado enviando a sus estudiantes a las mejores escuelas de música del país, entre las cuales se encuentran la prestigiosa Facultad de Música de la Universidad Nacional de Seúl, el renombrado Instituto de Música Curtis, así como la reconocida Escuela Juilliard en los Estados Unidos.
Los departamentos de arte y danza también gozan de una gran reputación entre los graduados destacados. En la Escuela de Artes de Seúl, se exige a los estudiantes cursar materias generales, al igual que sus compañeros en las escuelas secundarias regulares, además de las especializaciones ofrecidas por los tres departamentos:
- Baile
- Arte
- Música

## Alumnos notables
- Ji Young-cae, bailarina[8]
- Cho Min-kyu, cantante crossover clásico y miembro de Forestella[9]
- Seong-Jin Cho, pianista clásico
- Chung Myung-wha, violonchelista[10]
- Goo Jae-yee, actriz y modelo
- Chi-Ho Han, pianista
- Han Soo-jin, jugador de hockey sobre hielo
- Hong Jin-ho, violonchelista y miembro de Hoppipolla[11]
- Hwang Sumi, soprano
- Jung Ki-yeol, actor musical conocido por el nombre artístico de Kai
- Kim Dae-jin, pianista y profesor
- Lee Joon, cantante y actor[12]
- Shi-Yeon Sung, director de orquesta[13][14]
- Seung Hee-yang, violinista[15]
- Yoon So-young, violinista[10]